# Nokia Lumia 710
Nokia Lumia 710 — смартфон производства компании Nokia, работающий на операционной системе Windows Phone. Аппарат был выпущен в 2011 году, как результат подписания соглашения о партнёрстве между компаниями Microsoft и Nokia. Смартфон является младшей моделью среди двух представленных устройств 2011 года. В России поступил в продажу в декабре 2011 года.

## Описание
Смартфон представляет собой моноблок с пластиковым корпусом и с сенсорным TFT-дисплеем, выполненным по технологии ClearBlack и со стеклом Gorilla Glass, размером 3,7 дюйма. Аппарат работает на процессоре Qualcomm MSM 8255 с частотой 1,4 ГГц, оперативной памяти 512 мегабайт, внутренней памяти на 8 гигабайт, съёмном аккумуляторе на 1300 мАч. Смартфон имеет только основную камеру 5 мегапикселей с максимальным разрешением фотоснимков 2592x1944 пикселей.
Смартфон доступен в чёрном и белом цвете, а также предусмотрены сменные цветные панели (розовый, голубой, жёлтый).

## Программное обеспечение
Lumia 710 выпускается с четырьмя эксклюзивными приложениями Nokia, не входящими в стандартную версию Windows Phone: Навигатор Nokia — бесплатная пошаговая навигационная система; Карты Nokia; Музыка Nokia — бесплатный сервис потокового прослушивания музыки и музыкальный магазин; App Highlights — сервис предложения программ, основывающийся на местоположении и данных об операторе связи.
Некоторые функции, отсутствовавшие в прошивке Mango, были добавлены в обновлении Refresh. Это такие функции, как «Общий интернет», позволяющий раздавать интернет с телефона по Wi-Fi, а также «Flip-to-Silence», благодаря которой можно отклонить звонок, перевернув смартфон экраном вниз.

## Эксклюзивы Nokia
В дополнение к уже установленным фирменным приложениям, в Windows Phone Marketplace есть раздел Эксклюзивы Nokia. По состоянию на август 2012 он содержит следующие приложения: TuneIn Radio, CNN, WRC Live, Дополнения камеры, Музыка Nokia, Книги Nokia, Настройка сети, Перенос контактов (перенос контактов со старого телефона на новый), Медиа-центр, Creative Studio (приложение для редактирования фотографий), Nokia Climate Mission 3D (экологическая игра), игра Mirror’s Edge, Groupon, Передача контактов (программа для передачи бизнес-карточек по электронной почте или SMS), Soundtracker, Tango Video Calls (позволяет совершать бесплатные звонки в сетях 3G, 4G и Wi-Fi), Nokia Trailers, The Dark Knight Rises, Batman Origins, Viet Keyboard, Nokia Army, Delfi, The Caddie+, Goal.com 2012 Finals, TDKR: Prologue и PGA Tour.

## Обновление до следующих версий Windows Phone
Согласно Microsoft, существующие WP7 устройства не смогут быть обновлены до WP8, которая была выпущена 29 октября 2012. Вместо этого Microsoft выпустила для них WP7.8, которая содержит ключевые функции WP8, не связанные с аппаратным обеспечением.

## Соединение с компьютером
Как и все остальные Windows Phone устройства, Nokia Lumia 710 использует для соединения с компьютером и синхронизации пользовательских данных программу Zune Software. Пользователи Mac OS X могут использовать для синхронизации программу Windows Phone 7 Connector. Кроме того, доступна синхронизация по Wi-Fi, при условии, что смартфон подключен к зарядному устройству и находится в той же сети, что и компьютер.